# Dendropsophus cerradensis
Espèce
Synonymes
- Hyla cerradensis Napoli & Caramaschi, 1998

Statut de conservation UICN

 DD  : Données insuffisantes
Dendropsophus cerradensis est une espèce d'amphibiens de la famille des Hylidae.

## Répartition
Cette espèce est endémique de l'État du Mato Grosso do Sul au Brésil. Elle se rencontre à Ribas do Rio Pardo, dans le Cerrado, à environ 370 m d'altitude,.

## Étymologie
Son nom d'espèce, composé de cerrad[o] et du suffixe latin -ensis, « qui vit dans, qui habite », lui a été donné en référence à son habitat, le cerrado.

## Publication originale
- Napoli & Caramaschi, 1998 : Duas novas especies de Hyla Laurenti, 1768 do Brasil central afins de H. tritaeniata Bokermann, 1965 (Amphibia, Anura, Hylidae). Boletim do Museu Nacional, Nova Série, Zoologia, no 391, p. 1-12.